# Xyrichtys koteamea
Xyrichtys koteamea е вид бодлоперка от семейство Labridae.

## Разпространение и местообитание
Видът е разпространен в Чили.
Обитава пясъчните дъна на морета. Среща се на дълбочина от 50 до 250 m.